# Wychwiszcza
Wychwiszcza (biał. Вухвішча; ros. Ухвище, hist. Uchwiszcze, Uchwice) – wieś na Białorusi, w rejonie połockim obwodu witebskiego, około 32 km na południowy zachód od Połocka.

## Historia
Pierwszym znanym właścicielem Uchwiszcz był Piotr Kublicki, poseł połocki (w 1667 roku). W połowie XIX wieku wieś została kupiona przez Macieja Lubieńskiego (ok. 1818–1856), po którym dziedzicem wsi był jego syn Arkadiusz (zm. w 1883 roku). Po jego bezdzietnej śmierci majątek przeszedł na jego siostrę, Adelajdę Teofilę Siellawinę i jego siostrzenice: Leontynę Marię oraz Elwirę Władymirę Mikulskie, a po ich śmierci cały klucz stał się własnością Leontyny z Mikulskich Iwaszewskiej (1846–1939), która była ostatnią właścicielką Uchwiszcz i wielu innych posiadłości w okolicy.
Po II rozbiorze Polski w 1793 roku Uchwiszcze, wcześniej należące do województwa połockiego Rzeczypospolitej, znalazły się na terenie powiatu lepelskiego guberni witebskiej Imperium Rosyjskiego.
Po ustabilizowaniu się granicy polsko-radzieckiej w 1921 roku Uchwiszcze znalazły się na terenie ZSRR. Od 1991 roku – na terenie Republiki Białorusi.

## Dawny dwór
Od początku XIX wieku w Uchwiszczach istniał drewniany klasycystyczny dwór wzniesiony na planie prostokąta, na wysokich fundamentach, kryty wysokim, czterospadowym dachem z ćwierkolistymi lukarnami. Na obu krańcach długiej elewacji znajdowały się portyki, każdy z trójkątnym szczytem wspartym na czterech masywnych kolumnach. Przez lewy ganek było wejście mieszkalno-reprezentacyjne, przez prawy – administracyjno-służbowe. W II połowie XIX wieku z lewej strony budynku dobudowano kuchnię. Wnętrze miało układ dwutraktowy. W centrum dworu znajdowała się duża sala balowa i salon, od strony ogrodu. Wszystkie wnętrza zdobione były licznymi obrazami. Biblioteka liczyła około 2 tysiące tomów.
Dwór stał na skraju dziesięciohektarowego parku angielskiego połączonego z sadem. Jedną czwartą parku zajmował ogród kwiatowy. W sfalowanej okolicy majątku leżało pięć malowniczych jezior, do których schodził ogród. Przez ogród przechodził też strumyk z dwoma mostkami, w lecie włączano fontannę. Przy skrzyżowaniach alej stały posągi bogiń wykonane z białego marmuru.
Około 600 m od dworu Arkadiusz Lubieński w 1861 roku wybudował neogotycki kościół pw. św. Tadeusza. Był to jednonawowy i jednowieżowy kościółek z czerwonej cegły i białych elementów zdobniczych. W podziemiach znajdowało się kilkanaście grobów rodziny właścicieli.
Dwór w Uchwiszczach został spalony w okresie międzywojennym, kościół został wysadzony w powietrze w czasie II wojny światowej.
Majątek w Uchwiszczach jest opisany w 1. tomie Dziejów rezydencji na dawnych kresach Rzeczypospolitej Romana Aftanazego.